# جاسوس (فیلم ۲۰۱۱)
جاسوس (لهستانی: Kret) یک فیلم درام لهستانی است که در سال ۲۰۱۱ منتشر شد و نخستین بار در جشنوارهٔ فیلم گدنیا به نمایش درآمد.

## گزیدهٔ بازیگران
- بوریس شیتس
- ماریان جِـنجِـل
- ماگدالنا چروینسکا
- وویچیخ پشونیاک
- یژی یانچک
- میخاو رولنیتسکی
- بارتوئومیئی توپا
- سواوومیر اوژخوفسکی
- دانوتا بورسوک